# Toni Braun

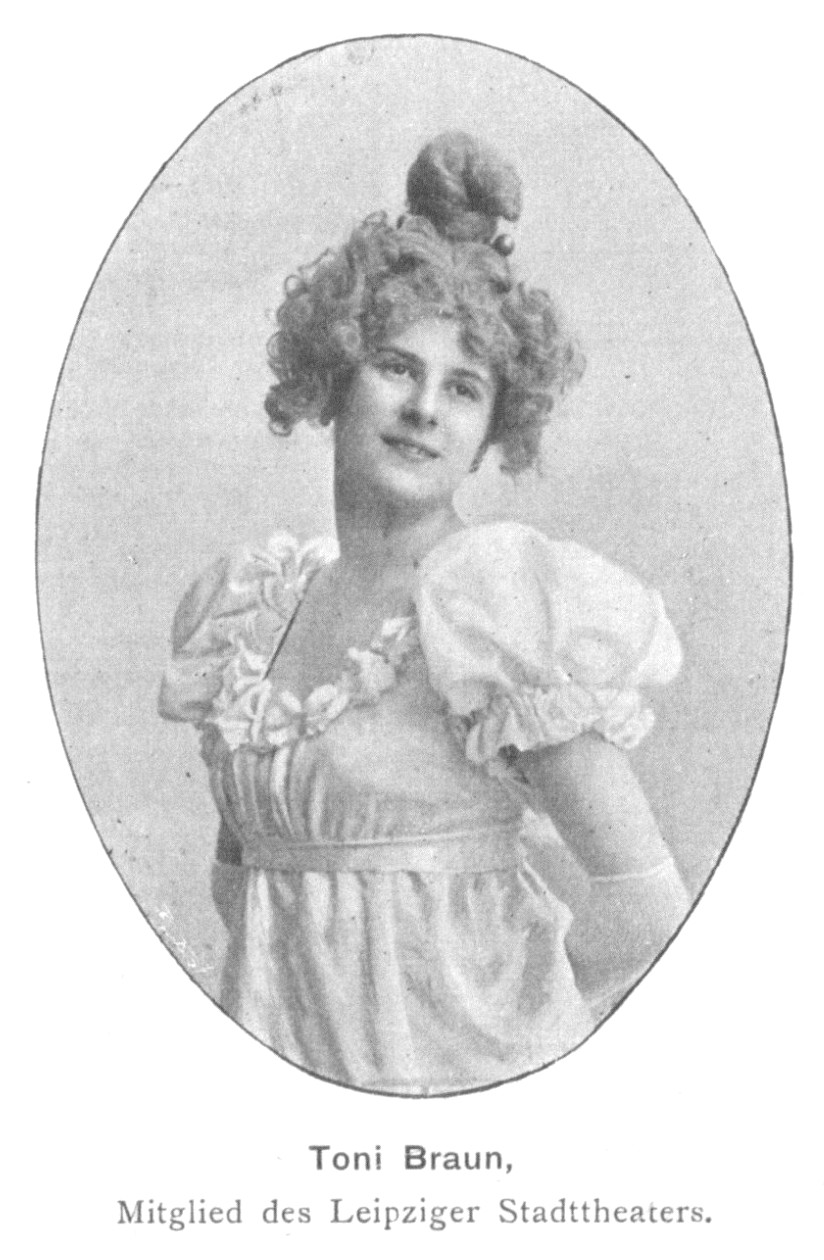
Toni Braun im Jahre 1901

Toni Braun, verheiratete Lücke (23. September 1876 in Wien – 19. Dezember 1911 in Davos Platz) war eine österreichische Theaterschauspielerin und Sängerin (Sopran).

## Leben
Nachdem sie, Tochter eines Kaufmanns, vom Gesangslehrer Gustav Geiringer (1856–1946) für den Bühnenberuf entsprechend vorbereitet war, betrat sie am 1. August 1899 in Leipzig als „Mimosa“ in „Geisha“ zum allerersten Mal die Bühne und brachte diese Partie daselbst zur ersten Darstellung. Sie blieb zwei Jahre, erwarb sich Bühnenroutine und schuf sich ein höchst reichhaltiges Operettenrepertoire. 1901 wurde die junge Künstlerin als Gast für das Raimundtheater in Wien verpflichtet. Nach mehrmonatlichen Wirken wurde sie als erste Operettensoubrette für das Jantschtheater in Wien ab September 1902 verpflichtet. Es folgten Engagements am Opernhaus von Leipzig und am Residenztheater Dresden.
Braun war mit dem Herrenreiter Hans Lücke verheiratet. Sie starb an Lungentuberkulose.